# Chiesa della Madonna delle Grazie (Piancastagnaio)
La chiesa della Madonna delle Grazie è un edificio sacro che si trova a Piancastagnaio.

## Storia
È una costruzione con campanile a vela e facciata a capanna con portale centrale affiancato da due lesene.
Nella scarsella con cui si conclude l'unica navata, coperta a capriate e divisa da arco trasversale, si trova un interessante ciclo di affreschi eseguito nel 1468 da Nanni di Pietro da Orvieto e composto dalla Madonna Assunta con i Santi Michele Arcangelo, Pietro e Bartolomeo (sul fondo), dall'Eterno in gloria con i quattro Evangelisti (sull'arcone), dalla Madonna col Bambino, altre due Sante e San Bernardino (sulla destra), dalla Decollazione del Battista e il Martirio di San Sebastiano (a sinistra).